# 琅琚镇
琅琚镇，是中华人民共和国江西省抚州市金溪县下辖的一个乡镇级行政单位。

## 行政区划
琅琚镇下辖以下地区：
琅琚村、苕溪村、严群村、安吉村、下东漕村、上东漕村、赖家村、安田村、陈河村、谷家村、篮家排村、杨公桥村、项山村、苏口村、枫山村、霞麓村、厚山村、枣树村、岭山村、凤尾山村、陈源村、新南村和城上村。